# Pačejov (stacja kolejowa)
Pačejov – stacja kolejowa w miejscowości Pačejov, w kraju pilzneńskim, w Czechach. Znajduje się na linii 190 Pilzno - Czeskie Budziejowice, na wysokości 530 m n.p.m..  

## Linie kolejowe
- 190: Pilzno – Czeskie Budziejowice